# Kent Johanssen
Kent Johanssen (30 giugno 1970) è un ex saltatore con gli sci norvegese.

## Biografia
In Coppa del Mondo esordì il 5 marzo 1989 a Oslo, subito ottenendo il suo primo podio (3°).
In carriera prese parte a un'edizione dei Campionati mondiali, vincendo una medaglia, e a una dei Mondiali di volo, Tauplitz 1996 (38°).

## Palmarès

### Mondiali
- 1 medaglia:
  - 1 argento (trampolino normale a Val di Fiemme 1991)

### Mondiali juniores
- 3 medaglie:
  - 1 oro (trampolino normale a Vang/Hamar 1989)
  - 1 argento (gara a squadre a Saalfelden 1988)
  - 1 bronzo (gara a squadre a Vang/Hamar 1989)

### Coppa del Mondo
- Miglior piazzamento in classifica generale: 21º nel 1989
- 2 podi (entrambi individuali):
  - 1 secondo posto
  - 1 terzo posto